# Pseudorhysipolis notaulicus
Pseudorhysipolis notaulicus är en stekelart som beskrevs av Van Achterberg och Penteado-dias 2002. Pseudorhysipolis notaulicus ingår i släktet Pseudorhysipolis och familjen bracksteklar. Inga underarter finns listade i Catalogue of Life.